# Skeets Herfurt
Arthur "Skeets" Herfurt (Cincinnati, 28 mei 1911 - New Orleans, 17 april 1992) was een Amerikaanse jazz-saxofonist en -klarinettist.
Herfurt groeide op in Denver en speelde tijdens zijn studie aan de Universiteit van Colorado in verschillende bands. Hij speelde bij Smith Ballew (1934), de gebroeders Dorsey (samen 1934-1935, bij Jimmy 1935-1937 en Tommy 1937-1939) en Ray Noble. Nadat hij naar Californië verhuisde werkte hij bij Alvino Rey. In 1944-1945 diende hij in het leger. Hierna werkte hij als studio-muzikant in Hollywood. Hij had kort een eigen band en speelde bij Benny Goodman in 1946-1947. Tot in de jaren zestig deed hij sessiewerk, onder meer voor Billy May, Louis Armstrong, Georgie Auld, Stan Kenton en Jack Teagarden. In 1961 en 1964 werkte hij weer bij Goodman.
Herfurt verscheen als saxofonist in de film "The Nightmare" (1958). Hij speelde ook op de soundtrack hiervoor. Tevens is zijn spel te horen op de soundtrack voor "The Fortune" (1975). Hij was van 1979 tot 1982 lid van het orkest van Lawrence Welk, dat iedere week op de televisie speelde.
- Bibliothèque nationale de France: cb139434196 (data)
- International Standard Name Identifier: 0000 0000 0349 6479
- Library of Congress Control Number: no93033266
- MusicBrainz: 1401e97d-ab01-4e66-a0fd-cfc4c520f1d1
- Virtual International Authority File: 44489984
- WorldCat: E39PBJfCBFGDQ3R76vfFhwtqcP